# جوفيندا
جوفيندا هو سياسي وممثل هندي، ولد في 21 ديسمبر 1963 في الهند. من الجوائز التي نالها جوائز فيلم فير.

## أعمال

### أفلام
- (2007) سلام إشق
- (2014) جندي لا يتوقف أبدا عن الواجب

## جوائز
- جوائز فيلم فير

## وصلات خارجية
- جوفيندا على موقع IMDb (الإنجليزية)
- جوفيندا على موقع ميوزك برينز (الإنجليزية)
- جوفيندا على موقع إن إن دي بي (الإنجليزية)
- جوفيندا على موقع قاعدة بيانات الفيلم (الإنجليزية)